# Jemasih
Jemasih is een bestuurslaag in het regentschap Brebes van de provincie Midden-Java, Indonesië. Jemasih telt 7166 inwoners (volkstelling 2010).